# 폭산
폭산(暴山)은 대한민국 경기도 양평군에 있는 높이 992m의 산이다.

## 같이 보기
- 한국의 산